# Oecetis acuta
Oecetis acuta är en nattsländeart som beskrevs av Georg Ulmer 1931. Oecetis acuta ingår i släktet Oecetis och familjen långhornssländor. Inga underarter finns listade i Catalogue of Life.